# Gammelängesträsket
Gammelängesträsket är en sjö i Bodens kommun i Norrbotten och ingår i Altersundets huvudavrinningsområde. Sjön har en area på 0,0518 kvadratkilometer och ligger 10,2 meter över havet. Sjön avvattnas av vattendraget Lörbäcken.

## Delavrinningsområde
Gammelängesträsket ingår i det delavrinningsområde (731415-177567) som SMHI kallar för Ovan Norsbäcken. Medelhöjden är 27 meter över havet och ytan är 43,9 kvadratkilometer. Det finns inga avrinningsområden uppströms utan avrinningsområdet är högsta punkten. Lörbäcken som avvattnar avrinningsområdet har biflödesordning 2, vilket innebär att vattnet flödar genom totalt 2 vattendrag innan det når havet efter 25 kilometer. Avrinningsområdet består mestadels av skog (71 procent) och sankmarker (13 procent). Avrinningsområdet har 0,84 kvadratkilometer vattenytor vilket ger det en sjöprocent på 1,9 procent.